# 동주여자중학교
동주여자중학교(東洲女子中學校)는 대한민국 부산광역시 사하구 괴정동에 있는 사립 중학교이다.

## 학교 연혁
- 1919년 5월 1일 : 일본인(수산업) 카시이 겐따로(香椎源太郞) 설립 (설립자 겸 교장)
- 1945년 11월 24일 : 해방후 당시 한국인 학생부를 독립지사 임학찬 인수
- 1945년 11월 24일 : 제9대 교장 임학찬 취임(목사, 반민특위고문, 동아대부학장 역임)
- 1948년 7월 8일 : 제1회 졸업생 배출(74명)
- 1949년 4월 26일 : 재단법인 동주학원 인가 및 동주상업초급중학교 개교
- 1949년 4월 26일 : 초대 이사장 김경진 취임(신문기자, 해방후 진영농장 경영)
- 1951년 9월 1일 : 동주중학교로 교명 변경
- 1953년 11월 13일 : 동주학원산하 부산여자상업고등학교, 동주고등학교 인가
- 1954년 3월 30일 : 부산여상 이전(서구 동대신동)
- 1954년 9월 28일 : 동주고등학교 개교(각학년 2학급) 거제리대에서 수업하다 몇년후 폐교
- 1956년 3월 3일 : 동주중학교 여자 4학급, 남자 야간 1학급 인가
- 1961년 7월 14일 : 신축교사 기공(광복동3가 3번지)
- 1964년 1월 9일 : 동주여중 인가(주간 6학급, 야간 4학급)
- 1968년 11월 1일 : 중.고 분리 운영
- 1974년 4월 20일 : 동주여중 교사신축 이전(사하구 괴정2동 380-1)
- 1977년 7월 30일 : 학교법인 석파학원 설립인가
- 1987년 7월 16일 : 동주학원 석파학원에 흡수합병
- 1992년 3월 1일 : 동주여중야간 모집 중지
- 1998년 9월 1일 : 석파학원 제5대 이사장 조현민 취임
- 2021년 3월 16일 : 제13대 정길영 이사장 취임
- 2023년 9월 1일 : 제30대 김경희 교장 취임
- 2025년 1월 23일 : 제95회 졸업식(145명, 총 31,281명 졸업)

## 참고 자료
- 동주여자중학교 - 한국교육학술정보원 학교알리미